# Verdaleta
Verdaleta es un cultivar de higuera de tipo higo común Ficus carica, bífera (con dos cosechas por temporada, brevas e higos de otoño), de higos de epidermis con color de fondo verde claro con sobre color verde amarillento. Se cultiva en la colección de higueras de Montserrat Pons i Boscana en Llucmajor Islas Baleares.

## Sinonimia
- „Verdal“ en Islas Baleares.[4][5][6]
- „Francesa“ en Menorca

## Historia
Actualmente la cultiva en su colección de higueras baleares Montserrat Pons i Boscana, rescatada de un ejemplar madre que se encuentra en "Son Soleta" en el término de Llucmajor de Antònia Boscana i Obrador cultivada entre árboles frutales en el Valle de "Es Puig de ses Bruixes" al lado del "Macizo de Randa".
Esterlich cita y describe esta variedad de higuera en 1908.
Su nombre es de higuera 'Verdal', pues cuando se cultiva en terrenos ricos y profundos sin falta de humedad, tiene un gran desarrollo del árbol como de los frutos. En terrenos pobres y sin riego, que es lo más frecuente, el desarrollo del árbol y de los frutos es menor tamaño de ahí el nombre de 'Verdaleta'.

## Características
La higuera 'Verdaleta' es una variedad bífera de tipo higo común. Árbol de mediano desarrollo, cuando joven con desarrollo vertical, pronto va tumbandose hasta tocar el suelo, follaje esparcido con ramas colgando. Sus hojas con 3 lóbulos exclusivamente. 'Verdaleta' es de producción casi nula de brevas (solamente en años favorables) y media de higos. La yema apical cónica de color verde.
Los higos 'Verdaleta' son higos urceolados, que no presentan frutos aparejados, de unos 22 gramos en promedio, de epidermis gruesa de color de fondo verde claro con sobre color verde amarillento. Ostiolo de 3 a 5 mm con escamas medianas rosadas. Pedúnculo de 3 a 5 mm cilíndrico verde oscuro. Grietas reticulares muy densas. Costillas poco marcadas y abundantes. Con un ºBrix (grado de azúcar) de 19, sabor poco dulce, soso con un sabor peculiar, con firmeza media, con color de la pulpa rojo. Con cavidad interna ausente. Los higos son de un inicio de maduración sobre el 22 de agosto hasta el 20 de septiembre y de producción alta. Son muy sensibles a la menor cantidad de lluvia.
Se aprovecha tanto en seco como en fresco. Difícil abscisión del pedúnculo y poca facilidad de pelado.

## Cultivo
'Verdaleta', es una variedad de higo verde, que es muy sensible a la lluvia, cualquier llovizna, incluso el rocío hacen que estallen por el poro distal y se abren dejando al descubierto gran parte de la pulpa. Se está tratando de recuperar de ejemplares cultivados en la colección de higueras baleares de Montserrat Pons i Boscana en Llucmajor.